# Клиффорд, Хью
Сэр Хью Чарльз Клиффорд (5 марта 1866 — 18 декабря 1941) — британский колониальный администратор.

## Ранние годы
Хью Клиффорд родился в Роухэмптоне, Лондон, будучи шестым из восьмерых детей генерал-майора сэра Генри Хью Клиффорда и его жены Жозефины Элизабет, урождённой Энстис; его дедом был Хью Клиффорд, 7-й барон Клиффорд Чадли.

## Семья
Клиффорд женился на Минне Беккет, дочери Гилберта Артура Беккета, 15 апреля 1896 года; в браке родилось трое детей — сын Хью Гиберт Фрэнсис Клиффорд и две дочери, Мэри Агнес Филиппа и Моника Элизабет Мэри. Минна Клиффорд умерла 14 января 1907 года.
24 сентября 1910 года Хью Клиффорд женился второй раз. Женой стал вдова Элизабет Лидия Розабелла Бонэм, дочь британского консула Эдварда Бонхэма из Брамлинга, графство Кент.

## Карьера
Хью Клиффорд намеревался последовать по стопам своего отца, известного колониального генерала, и вступить в Британскую армию. Однако позднее он решил поступить на гражданскую службу в Стрейтс Сетлментс, при помощи своего родственника, сэра Фредерика Уэлда, впоследствии губернатора Стрейтс Сетлментс. Затем Клиффорд перевёлся в Федерированные малайские государства, находившие под британским протекторатом. Клиффорд прибыл в Британскую Малаю в 1883 году, в возрасте 17 лет.
Сначала он стал кадетом в штате Перак. В течение своего 20-летнего пребывания в Пераке Клиффорд общался с малайцами и глубоко изучил их язык и культуру. Он служил в качестве британского резидента в Паханге в 1896—1900 и 1901—1903 годах и губернатором Северного Борнео в 1900—1901 годах.
В 1903 году он покинул Малаю, чтобы занять пост главного секретаря колонии в Тринидаде. Позднее он был назначен губернатором Золотого Берега (1912—1919), Нигерии (1919—1925), где даже инициировал выборы в Законодательный совет. Тогда же местные партии, «Народный союз» и Нигерийская национально-демократическая, подобно британскому парламенту, вошли в состав совета. С 1925 по 1927 год — Британский губернатор Цейлона. Он продолжал всё время писать рассказы и новеллы о жизни малайцев. Его последним назначением стала должность губернатора Стрейтс Сетлментс и пост британского Верховного комиссара в Малае с 1927 по 1930 год.
Клиффорд умер 18 декабря 1941 года в своём родном Роухэмптоне. Его вдова, Элизабет, умерла 30 октября 1945 года.

## Награды
Клиффорд стал Рыцарем-Командором ордена Святого Михаила и Святого Георгия в 1909 году, Рыцарь Великого (Большого) Креста ордена Святого Михаила и Святого Георгия в 1921 году и Рыцарь Большого Креста ордена Британской империи в 1925 году.